# 2016년 하계 올림픽 레바논 선수단

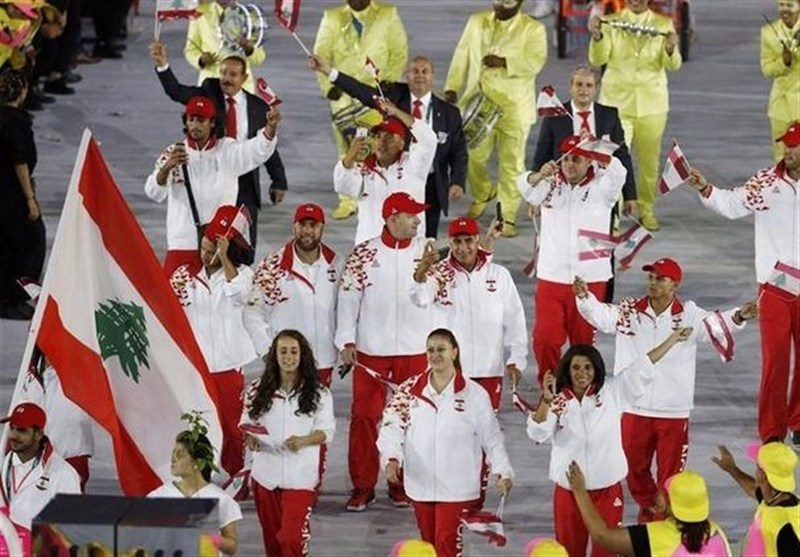

2016년 하계 올림픽 레바논 선수단은 브라질 리우데자네이루에서 열린 2016년 하계 올림픽에 참가할 올림픽 레바논 선수단이다.

## 같이 보기
- 올림픽 레바논 선수단